# Drycothaea stictica
Drycothaea stictica là một loài bọ cánh cứng trong họ Cerambycidae.